# Karl-Heinz Theisen

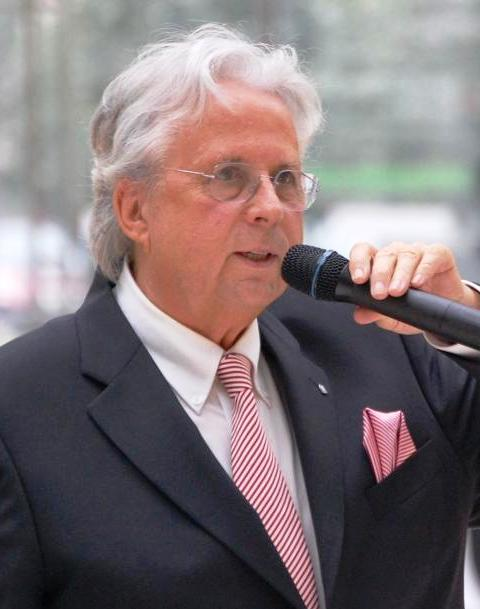
Karl-Heinz Theisen (2008)

Karl-Heinz Theisen (* 5. August 1940 in Düsseldorf; † 15. November 2015 ebenda) war ein deutscher Unternehmer, Kunstsammler und Kulturexperte. Er war Vorsitzender des „Freundeskreises Heinrich Heine“.

## Leben
Karl-Heinz Theisen wurde 1940 in eine altansässige Familie aus dem Stadtteil Volmerswerth geboren und wuchs mit seinen beiden Geschwistern in Düsseldorf auf. Sein Vater war ein selbstständiger Feinkosthändler mit mehreren Geschäften in Düsseldorf und fiel 1944 im Zweiten Weltkrieg.
In den 1950er Jahren begann Karl-Heinz Theisen auf Anraten seines Onkels, dem Düsseldorfer Bundestagsabgeordneten Johannes Caspers, eine Ausbildung bei der Stadtverwaltung Düsseldorf und studierte später Verwaltungswissenschaften mit dem Abschluss Diplom-Verwaltungswirt (FH). Parallel dazu besuchte er die Verwaltungs- und Wirtschaftsakademie Düsseldorf mit den Schwerpunkten Jurisprudenz und Verwaltungswissenschaften. Bis Mitte der 1990er Jahre übte er Tätigkeiten im Höheren Dienst der Kommunalverwaltung (Organisation, Immobilienmanagement und Kunst) aus. 1995 ging er aus gesundheitlichen Gründen in den Vorruhestand.
Ende der 1990er Jahre gründete er mit seinen beiden Söhnen Andreas Theisen und Christian Theisen eine Immobiliengesellschaft in Düsseldorf. Als Gründer des Free-Media Verlages, übernahm er 2009 das von Karl-Heinz Fischer 1979 gegründete Düsseldorfer Gesellschaftsmagazin DJournal, als Herausgeber und Chefredakteur.
Im Jahre 2012 wurde bei Karl-Heinz Theisen Leberzirrhose festgestellt und 2013 ein TIPS eingesetzt. Die Arbeit als Herausgeber des Gesellschaftsmagazins DJournal übergab er daraufhin gesundheitsbedingt an seine Ehefrau Evelin Theisen. Er starb am 15. November 2015 im Alter von 75 Jahren in seiner Heimatstadt Düsseldorf und wurde auf dem Nordfriedhof beerdigt. Die Grabstele schmückt ein Bronzerelief gefertigt von Bert Gerresheim und Karl-Heinz Schmäke.

## Kunst

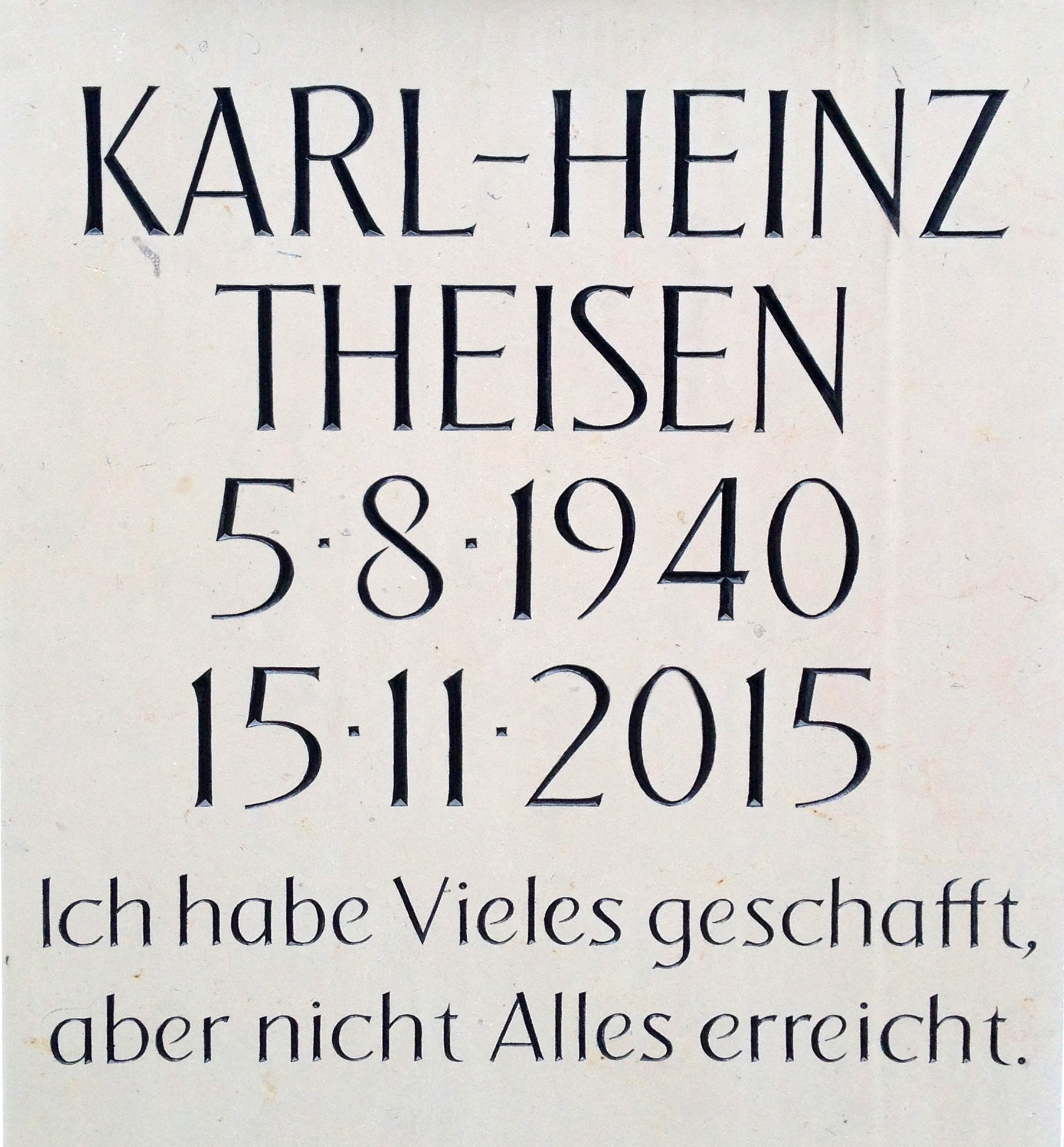
Nordfriedhof Düsseldorf

Nebenberuflich war Karl-Heinz Theisen etwa 20 Jahre lang Geschäftsführer der städtischen Düsseldorfer Künstleratelier Gesellschaft, wodurch er einen intensiven Kontakt zur Düsseldorfer Künstlerszene bekam und sich sein besonderes Interesse für die bildende Kunst entwickelte. Zu seinem engen Freundeskreis zählten schon früh Künstler wie Jörg Immendorff, Anatol Herzfeld, Klaus Rinke, Udo Dziersk oder auch der Bildhauer Bert Gerresheim. Ebenso zu nennen sind Kunstsammler wie Wolfgang Schulhoff, Hans-Georg Ruckes und Karl-Heinrich Müller, mit dem er in den ersten Anfängen gemeinsam das spätere Museum Insel Hombroich in Neuss-Holzheim entwickelte.
Aus dem Interesse zur Kultur und Kunst ergaben sich schon früh Funktionen in diesen Bereichen. So arbeitete er als Dozent für den Fachbereich Kunsthistorische Führungen an der Volkshochschule, als Chef der städtischen Bildergalerie im Düsseldorfer Rathaus, hielt Vorträge über Kunst, war Kolumnist diverser Fachmagazine und leitete über 150 Benefiz-Kunstauktionen für soziale Zwecke (AIDS-Hilfe, UNESCO, Kinder in Not, Kinderkrebshilfe, Kinderhospiz Regenbogenland in Düsseldorf, Künstlerhilfe etc.).
Karl-Heinz Theisen machte sich als Kunstexperte und Kunstsammler einen Namen. Seine Sammlung umfasste zeitgenössische Werke (Bilder, Zeichnungen, Collagen, Plastiken, künstlerische Fotos) ausnahmslos von Künstlern aus Düsseldorf, insbesondere von Absolventen und Dozenten der Kunstakademie Düsseldorf.

## Kulturelles Leben
Karl-Heinz Theisen war Vorsitzender des Vereins Kunst im Krankenhaus, der die Schwellenangst in den Krankenhäusern abbauen wollte und Förderpreise an junge Düsseldorfer Künstler vergab, sowie Vorsitzender des Freundeskreises Theater an der Kö, der nichtsubventionierte Theater in Düsseldorf, insbesondere das Theater an der Kö, unterstützt.
Seinem mehrjährigen Einsatz ist es zu verdanken, dass der Dichter und Schriftsteller Heinrich Heine 2010 mit der Aufstellung einer Büste, die von dem Künstler Bert Gerresheim gestaltet wurde, in der Walhalla geehrt wurde.
Ein über Düsseldorf hinaus bekannter gesellschaftlicher Zirkel ist der Freundeskreis Heinrich Heine, dessen Vorsitzender er seit der Gründung durch ihn 1997 war.

## Ehrungen
Karl-Heinz Theisen lehnte sämtliche Ehrungen ab. Lediglich die Brüder-Jacobi-Plakette als Anerkennung für herausragendes gesellschaftspolitisches und kulturelles Engagement für seine Heimatstadt nahm er im Jahr 2006 an. Laudator war der Kunstmäzen und Ehrenbürger der Stadt Düsseldorf Udo van Meeteren.

## Mitgliedschaften
Zu den Mitgliedschaften zählten der Industrie-Club Düsseldorf, der Kunstverein Düsseldorf, der Heimatverein Düsseldorfer Jonges sowie die Alde Düsseldorfer Bürgergesellschaft.